# Байсаров, Мовлади Зайпуллаевич
Мовлади Зайпуллаевич Байсаров (20 декабря 1962, с. Побединское, Чечено-Ингушская АССР — 18 ноября 2006, Москва, Россия) — российский военный деятель, охранник Ахмата Кадырова, командир отряда «Горец»; полковник ФСБ. Убит в Москве спецгруппой МВД Чеченской Республики в ходе операции по задержанию.

## Биография
Родился в селе Побединское (один из пригородов Грозного).
В 1988 году выехал в Казахстан, где жил и работал до 1998 года. С 1998 года возглавлял вооружённую группу, созданную для охраны членов семьи Ахмата Кадырова, жил главным образом в Москве.
По другим данным, начинал карьеру в Исламском полку специального назначения, в июле 1998 г. со своими людьми участвовал в мятеже оппозиции в городе Гудермесе. В 1996-99 гг. обвинялся в причастности к похищениям граждан России и западных стран с целью получения выкупа.

## Отряд «Горец»
В 1999 году принял участие в вооруженной стычке с ваххабитами, в которой погибли два его близких родственника. Тогда же примкнул к вооружённому отряду тогдашнего муфтия Ахмата Кадырова, боровшегося с ваххабитами. После назначения Кадырова главой администрации Чечни сформировал отряд «Горец», фактически являвшийся личной охраной Кадырова и прикомандированный к оперативно-координационному управлению ФСБ по Северному Кавказу. После убийства Ахмата Кадырова в 2004 году служба безопасности президента была расформирована, но отряд Байсарова был преобразован в оперативно-боевую группу «Горец» оперативно-координационного управления ФСБ по Северному Кавказу.
Ваха Ибрагимов в 2006 году заявлял, что группировка Мовлади Байсарова перешла на сторону российских военных после взятия Чечни под контроль. Байсаров раннее состоял в группировке Руслана Лабазанова, между двумя войнами вместе со своими подручными он отметился захватами людей с целью получения выкупа.
В феврале 2006 года оперативно-координационное управление ФСБ по Северному Кавказу прекратило существование. «Горец» отказался переходить в подчинение Рамзану Кадырову (в то время — премьер-министру республики), и последний в мае 2006 года потребовал разоружения отряда. Несколько десятков бойцов «Горца» отказались подчиниться этому приказу и забаррикадировались на территории бывшего СПТУ № 22 в Побединском, полгода выдерживая осаду сил чеченского МВД. Они разоружились за несколько дней до гибели Байсарова после переговоров с руководством республики и получения от Алу Алханова гарантий безопасности и трудоустройства.

## Смерть
13 ноября 2006 года Байсаров заявил газете «Время новостей», что для его задержания в Москву выехала группа вооружённых приближённых Кадырова с гранатомётом. 15 ноября МВД Чечни объявило Байсарова в федеральный розыск по делу о похищении и убийстве семьи Мусаевых в Грозном в 2004 году. По словам людей из его окружения, Байсаров добивался встречи с руководством Главной военной прокуратуры, чтобы дать показания в свою защиту по этому делу и рассказать о преступлениях, совершённых в Чечне его противниками. Позднее прокурор Старопромысловского района Грозного заявил, что по этому делу Байсаров проходил только как свидетель и следствием в розыск не объявлялся. В этот же период ФСБ отозвало группу прикрытия, охранявшую Байсарова.
18 ноября около шести часов вечера Байсаров был застрелен группой сотрудников МВД Чечни на Ленинском проспекте в Москве, когда он выходил из автомобиля. В Байсарова попало одиннадцать пуль. По словам проводивших задержание силовиков и по заявлению ГУВД Москвы, сделанному сразу после операции, Байсаров при задержании оказал сопротивление и угрожал взорвать гранату. Сторонники Байсарова расценивали произошедшее как запланированное убийство. Сразу после инцидента бывший вице-премьер Чечни Бислан Гантамиров и депутат Государственной думы Михаил Маркелов заявляли о возможной причастности Адама Делимханова (в то время — вице-премьера Чечни). 29 ноября прокуратура Южного округа Москвы прекратила уголовное дело, заключив, что чеченские милиционеры действовали законно. Следствие установило, что большинство пуль в Байсарова выпустил из автомата Султан Рашаев (замкомандира полка управления вневедомственной охраны при МВД Чечни и руководитель охраны Делимханова), и не смогло определить, кому принадлежало оружие, из которого была выпущена пуля, попавшая убитому в голову.